# Quincy Jones/Diskografie
Diese Diskografie ist eine Übersicht über die musikalischen Werke des US-amerikanischen Jazztrompeters, Arrangeurs und Bandleaders Quincy Jones. Den Schallplattenauszeichnungen zufolge hat er bisher mehr als 13,3 Millionen Tonträger verkauft, davon alleine in seiner Heimat über 12,5 Millionen. Seine erfolgreichste Veröffentlichung ist die Single We Are the World mit über 4,2 Millionen verkauften Einheiten.

## Alben

### Studioalben
| Jahr | Titel Musiklabel                                            | Höchstplatzierung, Gesamtwochen, AuszeichnungChartplatzierungen (Jahr, Titel, Musiklabel, Platzierungen, Wochen, Auszeichnungen, Anmerkungen) | Höchstplatzierung, Gesamtwochen, AuszeichnungChartplatzierungen (Jahr, Titel, Musiklabel, Platzierungen, Wochen, Auszeichnungen, Anmerkungen) | Höchstplatzierung, Gesamtwochen, AuszeichnungChartplatzierungen (Jahr, Titel, Musiklabel, Platzierungen, Wochen, Auszeichnungen, Anmerkungen) | Höchstplatzierung, Gesamtwochen, AuszeichnungChartplatzierungen (Jahr, Titel, Musiklabel, Platzierungen, Wochen, Auszeichnungen, Anmerkungen) | Höchstplatzierung, Gesamtwochen, AuszeichnungChartplatzierungen (Jahr, Titel, Musiklabel, Platzierungen, Wochen, Auszeichnungen, Anmerkungen) | Höchstplatzierung, Gesamtwochen, AuszeichnungChartplatzierungen (Jahr, Titel, Musiklabel, Platzierungen, Wochen, Auszeichnungen, Anmerkungen) | Anmerkungen |
| Jahr | Titel Musiklabel                                            | DE | AT | CH | UK | US | R&B | Anmerkungen |
| ---- | ----------------------------------------------------------- | --- | --- | --- | --- | --- | --- | --- |
| 1962 | Big Band Bossa Nova Mercury 60751                           | — | — | — | — | US112 (8 Wo.)US | — | Erstveröffentlichung: 1962 |
| 1969 | Walking in Space A&M 3023                                   | — | — | — | — | US56 (39 Wo.)US | R&B6 (27 Wo.)R&B | Erstveröffentlichung: November 1969 Instrumentalalbum Grammy (Beste Jazz-Instrumentaldarbietung) Produzent: Creed Taylor                |
| 1970 | Gula Matari A&M 3030                                        | — | — | — | — | US63 (16 Wo.)US | R&B16 (15 Wo.)R&B | Erstveröffentlichung: August 1970 Instrumentalalbum Produzent: Creed Taylor                                                             |
| 1971 | Smackwater Jack A&M 3037                                    | — | — | — | — | US56 (33 Wo.)US | R&B11 (27 Wo.)R&B | Erstveröffentlichung: Oktober 1971 Instrumentalalbum Grammy (Bestes Pop-Instrumental) Produzenten: Phil Ramone, Quincy Jones, Ray Brown |
| 1973 | You’ve Got It Bad Girl A&M 3041                             | — | — | — | — | US94 (24 Wo.)US | R&B14 (26 Wo.)R&B | Erstveröffentlichung: Mai 1973 Produzenten: Quincy Jones, Ray Brown                                                                     |
| 1974 | Body Heat A&M 3617                                          | — | — | — | — | US6 Gold · (43 Wo.)US | R&B1 (40 Wo.)R&B | Erstveröffentlichung: Mai 1974 Produzenten: Quincy Jones, Ray Brown                                                                     |
| 1975 | Mellow Madness A&M 4526                                     | — | — | — | — | US16 (30 Wo.)US | R&B3 (14 Wo.)R&B | Erstveröffentlichung: August 1975 Produzent: Quincy Jones                                                                               |
| 1976 | I Heard That!! (The Musical World of Quincy Jones) A&M 3705 | — | — | — | — | US43 (15 Wo.)US | R&B16 (17 Wo.)R&B | Erstveröffentlichung: September 1976 Doppelalbum (neue Tracks / A&M-Songs seit 1969) Produzent: Quincy Jones                            |
| 1977 | Roots (The Saga of an American Family) A&M 4626             | — | — | — | — | US21 Gold · (14 Wo.)US | R&B6 (11 Wo.)R&B | Erstveröffentlichung: Februar 1977 Soundtrack der gleichnamigen Fernsehserie Produzent: Quincy Jones                                    |
| 1978 | Sounds … and Stuff Like That!! A&M 4685                     | — | — | — | — | US15 Platin · (20 Wo.)US | R&B4 (23 Wo.)R&B | Erstveröffentlichung: Juni 1978 Produzent: Quincy Jones                                                                                 |
| 1981 | The Dude A&M 3248                                           | DE54 (9 Wo.)DE | — | — | UK19 Silber · (25 Wo.)UK | US10 Platin · (80 Wo.)US | R&B3 (81 Wo.)R&B | Erstveröffentlichung: März 1981 Grammy (Beste Pop-Darbietung) Produzent: Quincy Jones                                                   |
| 1984 | L. A. Is My Lady Qwest 25145                                | — | — | — | UK41 (8 Wo.)UK | — | — | Erstveröffentlichung: August 1984 Frank Sinatra mit Quincy Jones and Orchestra Produzent: Quincy Jones                                  |
| 1985 | We Are the World Columbia 40043                             | DE8 (17 Wo.)DE | AT5 (16 Wo.)AT | CH1 (19 Wo.)CH | UK31 (5 Wo.)UK | US1 ×3Dreifachplatin · (22 Wo.)US | R&B6 (17 Wo.)R&B | Erstveröffentlichung: April 1985 mit USA for Africa Produzent: Quincy Jones                                                             |
| 1989 | Back on the Block Qwest 26020                               | DE5 (24 Wo.)DE | AT19 (6 Wo.)AT | CH21 (3 Wo.)CH | UK26 Gold · (12 Wo.)UK | US9 Platin · (40 Wo.)US | R&B1 (39 Wo.)R&B | Erstveröffentlichung: November 1989 Grammy (Album des Jahres) Produzenten: Quincy Jones, Rod Temperton                                  |
| 1995 | Q’s Jook Joint Qwest 45875                                  | — | — | — | — | US32 Platin · (38 Wo.)US | R&B6 (48 Wo.)R&B | Erstveröffentlichung: November 1995 Produzenten: Quincy Jones, QDIII, R. Kelly                                                          |
| 2010 | Q Soul Bossa Nostra Qwest 1429402                           | — | — | — | — | US86 (2 Wo.)US | R&B15 (8 Wo.)R&B | Erstveröffentlichung: 9. November 2010 Produzent: Quincy Jones                                                                          |

grau schraffiert: keine Chartdaten aus diesem Jahr verfügbar
Weitere Studioalben
- 1955: Jazz Abroad (mit Roy Haynes; EmArcy 36083)
- 1957: This Is How I Feel About Jazz (ABC-Paramount 149)
- 1957: Go West, Man! (ABC-Paramount 186)
- 1958: Harry Arnold + Quincy Jones = Jazz! (US) / Quincy’s Home Again (UK) (Mercury 36139)
- 1959: The Birth of a Band (Mercury 60129)
- 1959: The Great Wide World of Quincy Jones (Mercury 60221)
- 1961: If You Go (mit Peggy Lee; Capitol 1630)
- 1962: At Basin Street East (mit Billy Eckstine; Mercury 60674)
- 1963: Plays Hip Hits (Mercury 60799)
- 1964: Quincy Jones Explores the Music of Henry Mancini (Mercury 60863)
- 1964: Golden Boy (Mercury 60938)
- 1967: In Cold Blood (Colgems 107)
- 1970: They Call Me Mister Tibbs (United Artists 5214)
- 1976: Look Out for #1 (A&M 4567)
- 1983: The „Q“ (Allegiance 5006)
- 2009: The Split (limitiert auf 1500 Exemplare; Film Score Monthly)

### Livealben
| Jahr | Titel Musiklabel                             | Höchstplatzierung, Gesamtwochen, AuszeichnungChartplatzierungen (Jahr, Titel, Musiklabel, Platzierungen, Wochen, Auszeichnungen, Anmerkungen) | Höchstplatzierung, Gesamtwochen, AuszeichnungChartplatzierungen (Jahr, Titel, Musiklabel, Platzierungen, Wochen, Auszeichnungen, Anmerkungen) | Höchstplatzierung, Gesamtwochen, AuszeichnungChartplatzierungen (Jahr, Titel, Musiklabel, Platzierungen, Wochen, Auszeichnungen, Anmerkungen) | Höchstplatzierung, Gesamtwochen, AuszeichnungChartplatzierungen (Jahr, Titel, Musiklabel, Platzierungen, Wochen, Auszeichnungen, Anmerkungen) | Höchstplatzierung, Gesamtwochen, AuszeichnungChartplatzierungen (Jahr, Titel, Musiklabel, Platzierungen, Wochen, Auszeichnungen, Anmerkungen) | Höchstplatzierung, Gesamtwochen, AuszeichnungChartplatzierungen (Jahr, Titel, Musiklabel, Platzierungen, Wochen, Auszeichnungen, Anmerkungen) | Anmerkungen |
| Jahr | Titel Musiklabel                             | DE | AT | CH | UK | US | R&B | Anmerkungen |
| ---- | -------------------------------------------- | --- | --- | --- | --- | --- | --- | --- |
| 1993 | Miles & Quincy Live at Montreux Warner 45221 | DE— GoldDE | — | — | — | — | R&B86 (3 Wo.)R&B | Erstveröffentlichung: August 1993 mit Miles Davis, Instrumentalalbum Aufnahme: Montreux Jazz Festival, 8. Juli 1991 Grammy (Bestes Jazz-Ensemble) Produzent: Quincy Jones |

Weitere Livealben
- 1975: Live at Newport 1961 (Mercury 60653)
- 1981: Live at Budokan (A&M)
- 1984: The Great Wide World of Quincy Jones: Live! (Mercury)

### Kompilationen
| Jahr | Titel Musiklabel             | Höchstplatzierung, Gesamtwochen, AuszeichnungChartplatzierungen (Jahr, Titel, Musiklabel, Platzierungen, Wochen, Auszeichnungen, Anmerkungen) | Höchstplatzierung, Gesamtwochen, AuszeichnungChartplatzierungen (Jahr, Titel, Musiklabel, Platzierungen, Wochen, Auszeichnungen, Anmerkungen) | Höchstplatzierung, Gesamtwochen, AuszeichnungChartplatzierungen (Jahr, Titel, Musiklabel, Platzierungen, Wochen, Auszeichnungen, Anmerkungen) | Höchstplatzierung, Gesamtwochen, AuszeichnungChartplatzierungen (Jahr, Titel, Musiklabel, Platzierungen, Wochen, Auszeichnungen, Anmerkungen) | Höchstplatzierung, Gesamtwochen, AuszeichnungChartplatzierungen (Jahr, Titel, Musiklabel, Platzierungen, Wochen, Auszeichnungen, Anmerkungen) | Höchstplatzierung, Gesamtwochen, AuszeichnungChartplatzierungen (Jahr, Titel, Musiklabel, Platzierungen, Wochen, Auszeichnungen, Anmerkungen) | Anmerkungen                                                         |
| Jahr | Titel Musiklabel             | DE | AT | CH | UK | US | R&B | Anmerkungen                                                         |
| ---- | ---------------------------- | --- | --- | --- | --- | --- | --- | ------------------------------------------------------------------- |
| 1972 | Ndeda Mercury 2623           | — | — | — | — | US173 (9 Wo.)US | — | Erstveröffentlichung: Februar 1972 Doppel-Instrumentalalbum         |
| 1982 | The Best A&M 3200            | — | — | — | UK41 (3 Wo.)UK | US122 (17 Wo.)US | R&B45 (6 Wo.)R&B | Erstveröffentlichung: März 1982 Kompilations-Produzent: Ed Eckstine |
| 1999 | From Q with Love Qwest 46490 | — | — | — | — | US72 (8 Wo.)US | R&B31 (15 Wo.)R&B | Erstveröffentlichung: 9. Februar 1999 Doppelalbum                   |

grau schraffiert: keine Chartdaten aus diesem Jahr verfügbar
Weitere Kompilationen
- 1974: Mode (2 LPs; ABC 782)
- 1977: Quincy Jones Showcase (2 LPs; Pickwick 2091)
- 1982: Jazz Man (Phonorama 5618)
- 1984: The Birth of a Band! (2 LPs; Mercury 818 177)
- 1984: The Birth of a Band Vol. 2 (2 LPs; Mercury 822 611)
- 1984: The Music of Quincy Jones (Chess 9179)
- 1985: The Best Volume 2 (A&M 3278)
- 1985: The Quintessential (Pair 1136)
- 1987: Compact Jazz: Quincy Jones (Mercury 832 832)
- 1990: Listen Up: The Lives of Quincy Jones (Qwest 26322)
- 1991: A&M Gold Series: Quincy Jones (A&M 397074)
- 1995: Pure Delight: The Essence of Quincy Jones and His Orchestra (1953–1964) (Razor & Tie 2088)
- 1996: Greatest Hits (A&M 31454 0556)
- 1999: The Reel Quincy Jones (Hip-O 40168)
- 2000: Quincy Jones’s Finest Hour (Verve 490 667)
- 2002: Ultimate Collection (Hip-O / A&M 314 583 565)
- 2004: Love, Q (Hip-O 50773)
- 2007: Summer in the City: The Soul Jazz Grooves of Quincy Jones (Verve 06007 5301956)
- 2007: The Quincy Jones ABC/Mercury Big Band Jazz Sessions (1956–1964) (Box mit 5 CDs, limitiert auf 7500 Exemplare; mit Art Farmer, Jimmy Cleveland, Gene Quill, Herbie Mann, Zoot Sims, Lucky Thompson, Jack Nimitz, Milt Jackson, Hank Jones, Charles Mingus, Charlie Persip, Phil Woods, Billy Taylor, Ernie Royal, Bernie Glow, Joe Wilder, Urbie Green, Frank Rehak, Jerome Richardson, Paul Chambers, Clark Terry, Joe Newman, Billy Byers, Melba Liston, Julius Watkins, Eric Dixon, Bobby Scott, Buddy Catlett, Stu Martin, Thad Jones, Freddie Hubbard, Snooky Young, Rod Levitt, Frank Wess, Oliver Nelson, Milt Hinton, Curtis Fuller, Jimmy Buffington, Jimmy Johnson, Harry Sweets Edison, Budd Johnson, Sam „The Man“ Taylor, Danny Bank, Kenny Burrell, Jimmy Crawford, Osie Johnson, Sahib Shihab, Benny Golson, Sam Woodyard, Quentin Jackson, Les Spann, Ray Brown, Don Lamond, Jimmy Maxwell, Lee Morgan, Nick Travis, Lennie Johnson, Porter Kilbert, Benny Bailey, Åke Persson, Joe Harris, Rolf Ericson, Paul Cohen, Britt Woodman, Art Davis, Dizzy Gillespie, Nat Adderley, Jay Jay Johnson, Kai Winding, Jerry Dodgion, James Moody, Roland Kirk, Pepper Adams, Bob Cranshaw, Art Blakey; Mosaic 0010280)
- 2011: Icon (A&M 0602527651842)
- 2012: Eight Classic Albums (4 CDs; Real Gone 299)
- 2013: Jazz: More Than 100 Legendary Recordings 1956–1960 (10 CDs; The Intense Media 600064)
- 2013: Ai no corrida: The Best of Quincy Jones (Spectrum Music 146)
- 2015: Gems from the Mercury Years 1959–1962 (Not Now Music 163)
- 2017: The Cinema of Quincy Jones (Decca 537 330)

### Soundtracks
- 1965: Mirage (Mercury 61025)
- 1966: The Slender Thread (Mercury 61070)
- 1966: The Deadly Affair (Verve 8679)
- 1966: Walk, Don’t Run (Mainstream 6080)
- 1967: Enter Laughing (Liberty 16004)
- 1967: In the Heat of the Night (United Artists 5160)
- 1968: For Love of Ivy (ABC 7)
- 1969: John and Mary (A&M 4230)
- 1969: The Lost Man (UNI 73060)
- 1969: Cactus Flower (Bell 1201)
- 1972: The Hot Rock (Atlantic 6055)
- 1972: $ (Reprise 2051)
- 1986: The Color Purple (Qwest 25389)

## Singles
| Jahr | Titel Album                                                 | Höchstplatzierung, Gesamtwochen, AuszeichnungChartplatzierungen (Jahr, Titel, Album, Platzierungen, Wochen, Auszeichnungen, Anmerkungen) | Höchstplatzierung, Gesamtwochen, AuszeichnungChartplatzierungen (Jahr, Titel, Album, Platzierungen, Wochen, Auszeichnungen, Anmerkungen) | Höchstplatzierung, Gesamtwochen, AuszeichnungChartplatzierungen (Jahr, Titel, Album, Platzierungen, Wochen, Auszeichnungen, Anmerkungen) | Höchstplatzierung, Gesamtwochen, AuszeichnungChartplatzierungen (Jahr, Titel, Album, Platzierungen, Wochen, Auszeichnungen, Anmerkungen) | Höchstplatzierung, Gesamtwochen, AuszeichnungChartplatzierungen (Jahr, Titel, Album, Platzierungen, Wochen, Auszeichnungen, Anmerkungen) | Höchstplatzierung, Gesamtwochen, AuszeichnungChartplatzierungen (Jahr, Titel, Album, Platzierungen, Wochen, Auszeichnungen, Anmerkungen) | Höchstplatzierung, Gesamtwochen, AuszeichnungChartplatzierungen (Jahr, Titel, Album, Platzierungen, Wochen, Auszeichnungen, Anmerkungen) | Anmerkungen | [↑]: gemeinsam behandelt mit vorhergehendem Eintrag; [←]: in beiden Charts platziert |
| Jahr | Titel Album                                                 | DE | AT | CH | UK | US | R&B | Dance | Anmerkungen |                                                                                      |
| ---- | ----------------------------------------------------------- | --- | --- | --- | --- | --- | --- | --- | --- | ------------------------------------------------------------------------------------ |
| 1970 | Killer Joe Walking in Space                                 | — | — | — | — | US74 (3 Wo.)US | R&B47 (4 Wo.)R&B | — | Erstveröffentlichung: Februar 1970 Autor: Benny Golson |                                                                                      |
| 1972 | Money Runner $ (Soundtrack)                                 | — | — | — | — | US57 (8 Wo.)US | R&B46 (4 Wo.)R&B | — | Erstveröffentlichung: März 1972 Instrumentaltrack Autor: Quincy Jones |                                                                                      |
| 1974 | If I Ever Lose This Heaven Body Heat                        | — | — | — | — | — | R&B71 (6 Wo.)R&B | — | Erstveröffentlichung: August 1974 Gesang: Minnie Riperton, Leon Ware, Al Jarreau Autoren: Leon Ware, Pam Sawyer                                                                                    |                                                                                      |
| 1974 | Boogie Joe, the Grinder Body Heat                           | — | — | — | — | — | R&B70 (6 Wo.)R&B | — | Erstveröffentlichung: November 1974 Autoren: Quincy Jones, Dave Grusin, Tom Bahler |                                                                                      |
| 1975 | Body Heat                                                   | — | — | — | — | — | R&B85 (6 Wo.)R&B | — | Erstveröffentlichung: Februar 1975 Autoren: Bruce Fisher, Quincy Jones, Stan Richardson, Leon Ware                                                                                                 |                                                                                      |
| 1975 | Is It Love That We’re Missin’ Mellow Madness                | — | — | — | — | US70 (10 Wo.)US | R&B18 (13 Wo.)R&B | — | Erstveröffentlichung: September 1975 feat. The Brothers Johnson Autoren: Debbie Smith, George Johnson                                                                                              |                                                                                      |
| 1976 | Mellow Madness                                              | — | — | — | — | — | R&B82 (4 Wo.)R&B | — | Erstveröffentlichung: Februar 1976 Autoren: Quincy Jones, Tom Bahler, Paulette McWilliams, Al Ciner                                                                                                |                                                                                      |
| 1976 | Midnight Soul Patrol I Heard That!!                         | — | — | — | — | — | R&B47 (10 Wo.)R&B | — | Erstveröffentlichung: Oktober 1976 Autoren: Quincy Jones, Louis Johnson, Johnny Mandel |                                                                                      |
| 1977 | Roots Medley Roots                                          | — | — | — | — | US57 (7 Wo.)US | R&B32 (9 Wo.)R&B | — | Erstveröffentlichung: Februar 1977 Autoren: Quincy Jones, Gerald Fried |                                                                                      |
| 1978 | Stuff Like That Sounds … and Stuff Like That!!              | — | — | — | UK34 (9 Wo.)UK | US21 (16 Wo.)US | R&B1 (20 Wo.)R&B | — | Erstveröffentlichung: Mai 1978 Gesang: Ashford & Simpson, Chaka Khan Autoren: Quincy Jones, Eric Gale, Steve Gadd, Nickolas Ashford, Valerie Simpson, Richard Tee, Ralph MacDonald                 |                                                                                      |
| 1978 | Love, I Never Had It So Good Sounds … and Stuff Like That!! | — | — | — | — | — | R&B60 (8 Wo.)R&B | — | Erstveröffentlichung: September 1978 feat. Patti Austin und Charles May Autoren: Quincy Jones, Tom Bahler, Patti Austin, Richard Tee                                                               |                                                                                      |
| 1981 | Ai no corrida (I-No-Ko-ree-da) The Dude                     | DE28 (18 Wo.)DE | AT20 (2 Wo.)AT | — | UK14 (10 Wo.)UK | US28 (12 Wo.)US | R&B10 (17 Wo.)R&B | Dance3 (25 Wo.)Dance | Erstveröffentlichung: Januar 1981 Gesang: The Vocals of Dune Grammy (Bestes Instrumentalarrangement mit Gesang) als Albumtrack in den Dance-Charts Autoren: Chas Jankel, Kenny Young               |                                                                                      |
| 1981 | Razzamatazz The Dude                                        | — | — | — | UK11 (9 Wo.)UK | — | R&B17 (12 Wo.)R&B[Dance: ↑] | Dance3 (25 Wo.)Dance | Erstveröffentlichung: April 1981 feat. Patti Austin als Albumtrack in den Dance-Charts Autor: Rod Temperton                                                                                        |                                                                                      |
| 1981 | Betcha’ Wouldn’t Hurt Me The Dude                           | — | — | — | UK52 (3 Wo.)UK | — | —[Dance: ↑] | Dance3 (25 Wo.)Dance | Erstveröffentlichung: August 1981 Gesang: Patti Austin als Albumtrack in den Dance-Charts Autor: Stevie Wonder                                                                                     |                                                                                      |
| 1981 | Just Once The Dude                                          | — | — | — | — | US17 (23 Wo.)US | R&B11 (18 Wo.)R&B | — | Erstveröffentlichung: August 1981 feat. James Ingram Autoren: Barry Mann, Cynthia Weil |                                                                                      |
| 1981 | One Hundred Ways The Dude                                   | — | — | — | — | US14 (21 Wo.)US | R&B10 (23 Wo.)R&B | — | Erstveröffentlichung: Dezember 1981 feat. James Ingram Grammy (Bester Sänger) Autoren: Kathy Wakefield, Ben Wright, Tony Coleman                                                                   |                                                                                      |
| 1985 | We Are the World                                            | DE2 (21 Wo.)DE | AT2 (18 Wo.)AT | CH1 (29 Wo.)CH | UK1 Silber · (9 Wo.)UK | US1 ×4Vierfachplatin · (18 Wo.)US | R&B1 (14 Wo.)R&B | — | Erstveröffentlichung: März 1985 mit USA for Africa 3 Grammys (Single des Jahres + Bester Videoclip + Beste Gesangsgruppe) Autoren: Lionel Richie, Michael Jackson                                  |                                                                                      |
| 1989 | I’ll Be Good to You Back on the Block                       | DE28 (13 Wo.)DE | — | — | UK21 (7 Wo.)UK | US18 (16 Wo.)US | R&B1 (17 Wo.)R&B | Dance1 (13 Wo.)Dance | Erstveröffentlichung: November 1989 feat. Ray Charles und Chaka Khan Grammy (Beste Gesangsgruppe) Autoren: George Johnson, Louis Johnson, Sonora Sam                                               |                                                                                      |
| 1990 | The Secret Garden (Sweet Seduction Suite) Back on the Block | — | — | — | UK67 (2 Wo.)UK | US31 Gold · (13 Wo.)US | R&B1 (17 Wo.)R&B | — | Erstveröffentlichung: Januar 1990 feat. Al B. Sure, James Ingram, El DeBarge, Barry White Autoren: Quincy Jones, Rod Temperton, Siedah Garrett, El Debarge                                         |                                                                                      |
| 1990 | Tomorrow (A Better You, Better Me) Back on the Block        | — | — | — | — | US75 (5 Wo.)US | R&B1 (16 Wo.)R&B | — | Erstveröffentlichung: März 1990 feat. Tevin Campbell Autoren: George Johnson, Louis Johnson, Siedah Garrett                                                                                        |                                                                                      |
| 1990 | I Don’t Go for That Back on the Block                       | — | — | — | — | — | R&B15 (13 Wo.)R&B | — | Erstveröffentlichung: August 1990 feat. Siedah Garrett Autor: Ian Prince |                                                                                      |
| 1990 | The Places You Find Love Back on the Block                  | — | — | — | — | — | R&B39 (11 Wo.)R&B | — | Erstveröffentlichung: November 1990 feat. Siedah Garrett und Chaka Khan Autoren: Caiphus Semenya, Clif Magness, Glen Ballard                                                                       |                                                                                      |
| 1991 | Wee B. Dooinit Back on the Block                            | — | — | — | — | — | R&B83 (3 Wo.)R&B | — | Erstveröffentlichung: April 1991 mit Ella Fitzgerald, Siedah Garrett, Al Jarreau, Bobby McFerrin, Take 6 und Sarah Vaughan Autoren: Ian Prince, Quincy Jones, Siedah Garrett                       |                                                                                      |
| 1995 | You Put a Move on My Heart Q’s Jook Joint                   | — | — | — | — | US98 (4 Wo.)US | R&B16 (23 Wo.)R&B | — | Erstveröffentlichung: Oktober 1995 introducing Tamia Autor: Rod Temperton |                                                                                      |
| 1995 | Heaven’s Girl Q’s Jook Joint                                | — | — | — | — | — | R&B48 (11 Wo.)R&B | — | Erstveröffentlichung: November 1995 feat. Aaron Hall, Charlie Wilson, Naomi Campbell, R. Kelly, Ron Isley nur durch Airplay platziert Autor: R. Kelly                                              |                                                                                      |
| 1996 | Rock with You Q’s Jook Joint                                | — | — | — | — | — | R&B74 (1 Wo.)R&B | — | Erstveröffentlichung: Januar 1996 feat. Brandy und Heavy D nur durch Airplay platziert Autor: Rod Temperton                                                                                        |                                                                                      |
| 1996 | Slow Jams Q’s Jook Joint                                    | — | — | — | — | US68 (9 Wo.)US | R&B19 (20 Wo.)R&B | — | Erstveröffentlichung: März 1996 feat. Babyface, Barry White, Portrait und SWV Autor: Rod Temperton                                                                                                 |                                                                                      |
| 1996 | Moody’s Mood for Love Q’s Jook Joint                        | — | — | — | — | — | R&B71 (2 Wo.)R&B | — | Erstveröffentlichung: August 1996 mit Brian McKnight, James Moody, Rachelle Ferrell, Take 6 nur durch Airplay platziert Autoren: Dorothy Fields, James Moody, Jimmie McHugh                        |                                                                                      |
| 1996 | Stomp Q’s Jook Joint                                        | — | — | — | UK28 (2 Wo.)UK | — | — | Dance1 (13 Wo.)Dance | Erstveröffentlichung: Juni 1996 Gesang: Chaka Khan, Charlie Wilson, Coolio, Luniz, Melle Mel, Shaquille O’Neal, Yo Yo u. a. Autoren: George Johnson, Louis Johnson, Rod Temperton, Valerie Johnson |                                                                                      |
| 1998 | Soul Bossa Nova                                             | — | — | — | UK47 (2 Wo.)UK | — | — | — | Erstveröffentlichung: Juli 1998 The Cool, the Fab & the Groovy presents Quincy Jones Autor: Quincy Jones                                                                                           |                                                                                      |
| 1999 | I’m Yours From Q with Love                                  | — | — | — | — | — | R&B73 (8 Wo.)R&B | — | Erstveröffentlichung: März 1999 feat. Siedah Garrett und El DeBarge Autoren: Eric Dawkins, Rory Bennett, Darryl Carter                                                                             |                                                                                      |
| 1999 | Something I Cannot Have From Q with Love                    | — | — | — | — | — | R&B87 (10 Wo.)R&B | — | Erstveröffentlichung: Oktober 1999 feat. Catero Autoren: Rory Bennett, Quincy Jones, Antonia Armato                                                                                                |                                                                                      |

grau schraffiert: keine Chartdaten aus diesem Jahr verfügbar
Weitere Singles
- 1959: The Syncopated Clock (mit His Orchestra)
- 1959: Choo Choo Ch’ Boogie
- 1959: The Preacher
- 1959: A Change of Pace (mit His Orchestra)
- 1960: Love Is Here to Stay (mit His Orchestra)
- 1960: Pleasingly Plump (mit His Orchestra)
- 1961: Hot Sake (mit His Orchestra)
- 1962: Twistin’ Chicken
- 1962: The Quintessence
- 1962: A Taste of Honey (mit His Orchestra)
- 1962: Soul Bossa Nova (mit His Orchestra)
- 1963: Boogie Bossa Nova (Boogie Stop Shuffle) (mit His Orchestra)
- 1963: Jive Samba
- 1964: Mr. Lucky (mit His Orchestra)
- 1964: Theme from „Golden Boy“
- 1964: Soul Serenade (mit His Orchestra)
- 1965: The Gentle Rain (Quincy Jones’ Orchestra)
- 1965: The Pawnbroker (Quincy Jones’ Orchestra)
- 1965: Mirage
- 1965: What’s New Pussycat? (mit His Orchestra)
- 1965: Baby Cakes (mit His Orchestra)
- 1966: The Deadly Affair Instrumental Main Theme (3) (Titellied des Films Anruf für einen Toten)
- 1968: Lonely Bottles
- 1968: For Love of Ivy
- 1969: The Lost Man (mit The Kids from PASLA; Titellied des gleichnamigen Films)
- 1969: Love and Peace
- 1969: Oh Happy Day
- 1969: I’m a Believer (Instrumental)
- 1969: The Time for Love Is Anytime („Cactus Flower“ Theme) (Promo; Titellied des Films Die Kaktusblüte)
- 1969: Main Title from „Bob & Carol & Ted & Alice“ (Handel’s Hallelujah Chorus) (Titellied des gleichnamigen Films)
- 1970: Bridge over Troubled Water
- 1970: Gula Matari
- 1970: They Call Me Mister Tibbs (mit His Orchestra)
- 1971: What’s Going On
- 1972: Ironside (Theme) (Titellied der TV-Serie Der Chef)
- 1972: Money Runner (mit The Don Elliott Voices)
- 1973: Love Theme from „The Getaway“ (Faraway Forever) (Liebesthema aus dem gleichnamigen Film)
- 1973: Sanford and Son Theme (The Streetbeater) (Titellied der gleichnamigen Comedyserie)
- 1973: Summer in the City (Grammy Bestes Instrumentalarrangement)
- 1977: What Shall I Do? (Hush, Hush, Somebody’s Calling My Name)
- 1978: Main Title (Overture Part 1) (Titellied aus The Wiz – Das zauberhafte Land; Grammy Bestes Instrumentalarrangement)
- 1982: Somethin’ Special (feat. Patti Austin)
- 1986: Celie Shaves Mr. / Scarification Ceremony
- 1990: Back on the Block (Grammy Beste Rap-Darbietung)
- 1990: Listen Up
- 1997: They Call Me Mr. Tibbs
- 1998: On Tha’ Razz (Promo)
- 2004: The New Mixes Vol. 1 (mit Bill Cosby)
- 2014: Get a Bloomin’ Move On! (Promo)

## Videoalben
- 1988: Reflections: Live at Budokan ’81
- 1991: Special Live in Seattle
- 1991: Live at Montreux (mit Miles Davis)
- 1992: A Celebration: Ray Charles, James Ingram, Patti Austin
- 2002: In the Pocket
- 2006: Jazz Icons: Live in ’60
- 2008: 50 Years in Music: Live at Montreux 1996
- 2009: The 75th Birthday Celebration (2 DVDs)
- 2011: Live at Montreux 1996
- 2013: Live at Montreux (mit Miles Davis und The Gil Evans Orchestra; Blu-ray)

## Statistik

### Chartauswertung
|                     | DE    | AT    | CH    | UK    | US     | R&B      |
| ------------------- | ----- | ----- | ----- | ----- | ------ | -------- |
| Nummer-eins-Alben   | DE—DE | AT—AT | CH1CH | UK—UK | US1US  | R&B2R&B  |
| Top-10-Alben        | DE2DE | AT1AT | CH1CH | UK—UK | US4US  | R&B9R&B  |
| Alben in den Charts | DE3DE | AT2AT | CH2CH | UK5UK | US18US | R&B17R&B |

|                       | DE    | AT    | CH    | UK    | US     | R&B      | Dance        |
| --------------------- | ----- | ----- | ----- | ----- | ------ | -------- | ------------ |
| Nummer-eins-Singles   | DE—DE | AT—AT | CH1CH | UK1UK | US1US  | R&B5R&B  | Dance2Dance  |
| Top-10-Singles        | DE1DE | AT1AT | CH1CH | UK1UK | US1US  | R&B6R&B  | Dance2Dance  |
| Singles in den Charts | DE3DE | AT2AT | CH1CH | UK9UK | US14US | R&B29R&B | Dance23Dance |

### Auszeichnungen für Musikverkäufe
| Goldene Schallplatte - Japan - 1990: für das Album Back on the Block - Kanada - 1982: für das Album The Dude - 1990: für das Album Back on the Block | Platin-Schallplatte - Neuseeland - 1996: für die Single Slow Jams |

Anmerkung: Auszeichnungen in Ländern aus den Charttabellen bzw. Chartboxen sind in ebendiesen zu finden.
| Land/RegionAuszeichnungen für Musikverkäufe (Land/Region, Auszeichnungen, Verkäufe, Quellen) | Silber     | Gold     | Platin       | Verkäufe   | Quellen                   |
| -------------------------------------------------------------------------------------------- | ---------- | -------- | ------------ | ---------- | ------------------------- |
| Deutschland (BVMI)                                                                           | —          | Gold1    | —            | 250.000    | musikindustrie.de         |
| Japan (RIAJ)                                                                                 | —          | Gold1    | —            | 100.000    | riaj.or.jp                |
| Kanada (MC)                                                                                  | —          | 2× Gold2 | —            | 100.000    | musiccanada.com           |
| Neuseeland (RMNZ)                                                                            | —          | —        | Platin1      | 10.000     | aotearoamusiccharts.co.nz |
| Vereinigte Staaten (RIAA)                                                                    | —          | 3× Gold3 | 11× Platin11 | 12.500.000 | riaa.com                  |
| Vereinigtes Königreich (BPI)                                                                 | 2× Silber2 | Gold1    | —            | 410.000    | bpi.co.uk                 |
| Insgesamt                                                                                    | 2× Silber2 | 8× Gold8 | 12× Platin12 |            |                           |